# 바예지드 1세
바예지드 1세(오스만 튀르크어: بايزيد اول, 튀르키예어: I. Bayezid, 1360년 ~ 1403년)는 오스만 제국의 제4대 군주이다(재위: 1389년 ~ 1402년)이다. 무라트 1세의 아들이며, 어머니는 그리스계 그리스도인으로 생각된다. 젊을적부터 군사적 재능이 뛰어나 아버지의 군대를 이끌고 과감하면서도 신속한 움직임에 번개라는 뜻의 ‘이을드름(오스만 튀르크어: ییلدیرم)’이라는 별명이 붙여졌다.

## 생애
1389년 코소보 전투 직후, 아버지 무라트 1세가 세르비아 귀족에게 암살당할 때 수행하던 바예지드 1세는 즉시 동행한 동생들을 죽이고 즉위했다. 즉위 후 적극적인 원정에 나서 세르비아, 보스니아, 왈라키아 등을 굴복시키고 발칸반도 대부분을 지배하에 두었다. 동로마 제국의 수도 콘스탄티노폴리스를 포위하기 위해 보스포루스 해협에 여러 성채를 쌓았다. 바예지드 1세의 위협을 받자 동로마 제국은 서유럽에 도움을 요청했고, 1396년 헝가리의 지기문트를 중심으로 결성된 서유럽 십자군이 결성되었으나 니코폴리스 전투에서 오스만군에게 격파당했다.
바예지드 1세가 아나톨리아에 할거하던 튀르크계 여러 제후국을 차례로 병합해 나아가자, 1400년 아나톨리아 세력은 동아나톨리아에 진출한 티무르를 의지하게 되었다. 티무르는 바예지드 1세에게 "아나톨리아의 여러 제후에게 옛 영지를 돌려주어라"란 요구를 했다. 이것을 거절한 오스만 제국은 티무르 제국와 대립하기에 이른다. 그러나 1402년 바예지드 1세는 앙카라 전투에서 티무르에게 대패해 포로가 되었고, 다음해 1403년 티무르에게 정중한 대우를 받았지만 실의속에 감옥에서 병사했다. 바예지드 1세의 죽음에 대해선 자살설과 살해설이 각각 있다.
그 후 발칸반도 주변은 오스만 제국에게 복속했던 제후들이 하나둘씩 이반하기 시작했고, 아나톨리아에서는 바예지드 1세에게 멸망당했던 여러 제후국이 티무르의 손에 의해 부활하였다. 오스만 제국에게 남겨진 영토는 티무르에 의해 바예지드 1세의 세 아들들에게 분할하였다. 무라트 1세 이전의 지배영역뿐이지만 이것도 루멜리아를 통치한 장남 쉴레이만 체레비가 유럽쪽을 지배하고, 아시아쪽은 그의 동생들인 아마샤를 통치하게 된 메흐메트와 부르사에 위치한 이사에 의해 분할지배하게 되었다.
오스만 제국의 분열과 공백기간은 1413년 바예지드 1세와 더불어 티무르에게 잡혔다가 석방된 막내동생 무사를 합쳐 4형제의 다툼 끝에 메흐메트 1세의 승리로 돌아갔다.
| 전임 무라트 1세 (재위 1359 - 1389) | 오스만 제국의 술탄 1389년~1402년 | 후임 메흐메트 1세 (재위 1403 - 1421) |